# Sardar Buta Singh
Buta Singh (Mustafapur, distrito de Jalandhar, 21 de marzo de 1934-Nueva Delhi, 2 de enero de 2021) fue un político indio y un alto líder del Congreso Nacional Indio. Fue ministro del Interior de la Unión de la India, gobernador de Bihar y presidente de la Comisión Nacional de Castas Registradas de 2007 a 2010.

## Biografía

### Primeros años
Buta Singh nació el 21 de marzo de 1934 en Mustafapur, distrito de Jalandhar, Punjab, India británica. Fue educado en Lyallpur Khalsa College en Jalandhar, desde donde obtuvo una licenciatura con honores, y en Guru Nanak Khalsa College en Bombay en el cual obtuvo una maestría y luego un doctorado de la Universidad Bundelkhand.
Trabajó como periodista antes de ingresar a la política. Luchó en sus primeras elecciones como miembro de Akali Dal y se unió al Congreso Nacional Indio a fines de la década de 1960, en el momento en que ese partido se dividió.

### Carrera política
Fue elegido por primera vez para el Parlamento indio de la circunscripción de Sadhna. Estuvo involucrado con el partido del Congreso desde que Jawaharlal Nehru fue primer ministro y estuvo cerca de los ex primeros ministros indios Indira Gandhi y Rajiv Gandhi. Fue elegido ocho veces como miembro del Lok Sabha en el 3º, 4º, 5º, 7º, 8º, 10º, 12º y 13º. Se convirtió en Secretario General del Comité del Congreso de Toda la India (AICC), Secretario General (1978-1980), Ministro del Interior de la India y más tarde Gobernador de Bihar.(2004-2006). Otras carteras que llegó a ocupar incluyen las de ferrocarriles, comercio, asuntos parlamentarios, deportes, transporte marítimo, agricultura, comunicaciones y vivienda. Fue presidente de la Comisión Nacional de Castas Registradas (clasificado como Ministro del Gabinete) de 2007 a 2010.
Escribió un libro Punjabi Speaking State - A Critical Analysis y una colección de artículos sobre literatura punjabi e historia sij. Indira Gandhi lo eligió para seleccionar un nuevo símbolo del partido cuando el Congreso se dividió. Estuvo muy involucrado con ella en la Operación Blue Star y como ministro, supervisó la reconstrucción del Templo Dorado después de ese ejercicio. Su nombre también estuvo entre los finalistas para el puesto de presidente de la India junto con Giani Zail Singh en la era de Indira. También fue presidente del comité organizador de los Juegos Asiáticos en India de 1982.
Estuvo involucrado en las elecciones generales indias de 2014 del distrito de Jalore.

### Fallecimiento
Falleció el 2 de enero de 2021 a los 86 años en Nueva Delhi por complicaciones de un derrame cerebral.

## Controversias
En 1998, como ministro de Comunicaciones, fue acusado en el caso de soborno del JMM y obligado a dimitir.
Como gobernador de Bihar, la decisión de Singh de recomendar la disolución de la Asamblea de Bihar en 2005 fue duramente criticada por la Corte Suprema de India. El tribunal dictaminó que había actuado con prisa y había engañado al gabinete federal porque no quería que un partido en particular que afirmaba formar el gobierno llegara al poder. Singh, sin embargo, afirmó que el partido estaba recurriendo a medios injustos para obtener apoyo para formar el gobierno. El 26 de enero de 2006, Singh envió un fax a Abdul Kalam ofreciéndole renunciar a su cargo. Al día siguiente dejó el cargo y fue reemplazado temporalmente por el gobernador de Bengala Occidental, Gopalkrishna Gandhi.